# Бригада Азов
Бригада Азов (укр. Бригада Азов), такође позната и као Пук Азов (Полк Азов) или Одред Азов (Загін Азов), раније позната као Батаљон Азов (Батальйон Азов), је десничарска, екстремистичка и неонацистичка јединица Националне гарде Украјине, са седиштем у Маријупољу, у приобалном региону Азовског мора.
У јуну 2014, јединица (у рангу батаљона) први пут је учествовала у борбама и то приликом преузимања Маријупоља од проруских побуњеничких снага. Азов је првобитно формиран као добровољачка милиција 5. маја 2014. током Украјинске кризе. Дана 12. новембра 2014, Азов је укључен у састав Националне гарде Украјине, државне жандармерије. Од тада, Азов прераста из батаљона у пук и сви чланови Азова постају војници који званично служе у Националној гарди Украјине.
Године 2014, пук је стекао озлоглашеност након што су се појавиле оптужбе о мучењу и ратним злочинима, као и неонацистичким симпатијама и коришћењу повезаних симбола од стране самог пука, као што се види на њиховом логотипу са Волфсангел, једним од оригиналних симбола које је користила 2. СС оклопна дивизија „Рајх” (Das Reich). Представници батаљона Азов кажу да је симбол скраћеница за слоган „Ідея Нації” (на украјинском „Национална идеја”) и поричу везу са нацизмом. Године 2014, портпарол пука је рекао да су око 10–20% јединице били неонацисти.
Азовски батаљон сматра Ратка Младића за српскога родољуба који се борио само за слободу, односно против муслиманске окупације српскога народа. Они се залажу за хитно ослобођење Младића. Њихов тадашњи командант Андриј Билецки се добровољно пријавио за рат на Косову и Метохији.
У 2018. одредба „Нацрту закона о издвајањима”, који је усвојио амерички Конгрес, блокирао је војну помоћ Азову на основу његове идеологије супериорности беле расе, међутим 2015. слична забрана помоћи тој групи је поништена од стране Конгреса. Припадници пука долазе из 22 земље и различитог су порекла.
Више од половине припадника пука говори руски и долазе из источне Украјине (укључујући градове Доњецк и Луганск). Први командант јединице био је националиста екстремне деснице Андреј Билецки, који је предводио неонацистичку Социјал-националну скупштину и Патриота Украјине.  У својим раним данима, Азов је био специјална полицијска чета Министарства унутрашњих послова, коју је водио Володимир Шпара, вођа Василковског, Кијевског, огранка Патриота Украјине и Десног сектора.  Године 2016. чланови невладине организације „Грађански корпус Азов” и ветерани батаљона Азов створили су политичку партију Национални корпус.

## Историја

### Национална гарда
У септембру 2014, батаљон Азов је проширен из батаљона у пук и уписан у Националну гарду Украјине. У то време, јединица је радила на деполитизацији: њено крајње десно руководство је напустило и основало политичку партију Националног корпуса, која ради са удруженом активистичком организацијом, Азовским грађанским корпусом.
Отприлике у то време почела је да добија повећане залихе тешког наоружања.  Батаљон Азов је добијао средства од министра унутрашњих послова Украјине и других извора (за које се верује да су украјински олигарси). Дакле, док су његови волонтери званично добијали 6.000 гривна (316 долара) месечно, они су заиста примали око 10.000 гривни (526 долара) месечно. Националсоцијалистички сајтови „Патриот Украјине” су угашени или стављени под ограничен приступ.
Припадници батаљона Азов учествовали су 14. октобра у маршу поводом обележавања 72. годишњице Украјинске побуњеничке армије (УПА) у Кијеву у организацији Десног сектора.
На украјинским парламентарним изборима 26. октобра 2014. Билецки, командант батаљона, освојио је место у изборној јединици (као независни кандидат) у кијевском Оболонском округу (Билецки је из Харкова) у украјинском парламенту.  У својој изборној јединици Билецки је победио са 33,75% гласова; другопласирани Вадим Стоилар следи са 17,17%. У парламенту Билецки се није придружио ниједној фракцији. Члан батаљона Олех Петренко је такође посланик Блока Петра Порошенка након што је на истим изборима освојио место у изборној јединици у Черкасију. У својој изборној јединици Петренко је победио са 41,15% гласова; другопласирана Валентина Жуковска са 23,65%.
Дана 31. октобра 2014, заменик команданта батаљона Азов Вадим Тројан именован је за начелника полиције Кијевске области (покрајине) (ова полиција нема надлежност над градом Кијевом).
Дана 11. новембра 2014. батаљон Азов је званично укључен у састав Националне гарде Украјине.
Од краја марта 2015. године, упркос другом споразуму о прекиду ватре (Мински протокол), батаљон Азов је наставио да се припрема за рат, а вођа групе је примирје видело као „смиривање”.

У марту 2015. министар унутрашњих послова Арсен Аваков најавио је да ће пук Азов бити међу првим јединицама које ће трупе војске Сједињених Држава обучавати у својој мисији обуке за операцију Неустрашиви чувар.  Америчка обука је међутим повучена 12. јуна 2015, пошто је Представнички дом америчког Конгреса усвојио амандман којим се блокира свака помоћ (укључујући оружје и обуку) батаљону због његовог неонацистичког порекла.  Након гласања, конгресмен Џон Коњерс се захвалио Дому:
„Захвалан сам што је Представнички дом синоћ једногласно усвојио моје амандмане како би се осигурало да наша војска не обучава припаднике одбојног неонацистичког батаљона Азов, заједно са мојим мерама да опасне и лако продаване МАНПАД -ове држим ван ових нестабилних региона.”
Међутим, амандман је касније уклоњен у новембру 2015. године, а The Nation је известио да је „Комитет за апропријације за кућну одбрану био под притиском Пентагона да уклони амандман Conyers-Yoho из текста закона”.
У августу 2015, украјинска влада је повукла све добровољачке батаљоне, укључујући и пук Азов, са линија фронта око Маријупоља, заменивши их редовним војним јединицама.  Пук Азов је премештен у базу у Урзуфу, у бившу приморску вилу свргнутог председника Украјине Виктора Јануковича, око 40 километара југозападно од Маријупоља.
Почев од 2015. године, Азов је организовао летње кампове где деца и тинејџери пролазе борбену обуку помешану са предавањима о украјинском национализму.
Дана 27. априла 2016, 300 војника и лаких оклопних возила из пука додељено је Одеси да чува јавни ред након што је Михаил Сакашвили писао на друштвеним мрежама о налету проруских „титушки” напада на цивиле.
Азов је 20. новембра 2017. објавио саопштење за медије на својој веб страници у којем се наводи да се 16. новембра састао са страном делегацијом официра из Оружаних снага Сједињених Држава и Оружаних снага Канаде.
У октобру 2019. године, чланови Представничког дома америчког Конгреса из Демократске партије затражили су да се батаљон Азов и две друге екстремно десничарске групе класификују као стране терористичке организације од стране америчког Стејт департмента, наводећи недавне акте десничарског насиља као што је нпр. пуцњаве у џамији у Крајстчерчу раније те године. Захтев је подстакао протесте присталица Азова у Украјини.
Од 2. августа 2022. године, у контексту оружаног сукоба у Украјини, Бригада „Азов” се у Руској Федерацији сматра терористичком организацијом.

## Предводништво и организација
Први командант пука био је Андриј Билецки. Билецки је остао ван жиже јавности радећи на проширењу Азова до величине батаљона. У лето 2014. године преузео је команду над јединицом. У августу 2014. одликован је војним одликовањем „Орден за храброст“ од стране украјинског председника Петра Порошенка и унапређен у потпуковника полиције Министарства унутрашњих послова.  Пошто је Билецки изабран у украјински парламент на украјинским парламентарним изборима 2014, напустио је батаљон у октобру 2016. (украјински изабрани званичници не могу бити у војсци, нити у полицији).
У извештају од 16. јула 2014. снага батаљона Азов износи 300. Ранији извештај је навео да је 23. јуна скоро 600 добровољаца, укључујући жене, положило заклетву да ће се придружити батаљонима „Донбас“ и „Азов“.  Јединица је бројала 900 добровољаца од марта 2015.
Батаљон је првобитно имао надимак „Људи у црном“ или „Црни корпус“, што је супротност руским Малим зеленим људима због тога што су користили потпуно црне одеће и маске приликом напада на проруске контролне пунктове .
Групу је од њеног настанка финансирао Ихор Коломојски, кипарско-украјински пословни олигарх и милијардер .

### Тренутни статус
Украјина је одлучила да претвори све добровољачке батаљоне — и батаљоне територијалне одбране повезане са оружаним снагама, и патролну полицију за специјалне задатке Министарства унутрашњих послова — у редовне јединице Оружаних снага Украјине и Националне гарде. Азов је један од ових последњих. Украјинска влада је такође одлучила да распореди само добровољачке јединице на фронту у Донбасу, обећавајући да регрути неће бити слати у борбу.
У јануару 2015. батаљон Азов је званично унапређен у пук и његове структуре су добиле дефинитиван облик. У Кијеву, у бившем индустријском комплексу „АТЕК“ основан је мобилизациони центар и објекат за обуку за селекцију и испитивање; а особље, састављено од добровољаца из целе Украјине, мора да прође кроз процес скрининга и провере, прилично сличан процедурама за мобилизацију војске.
Регрути се затим распоређују у борбене јединице пукова, или у јединице за подршку и снабдевање, где обављају интензивну борбену обуку. Извиђачке и ЕОД јединице се сматрају елитом „Азова“ и попуњене су од најискуснијег особља (обично, бивше специјалне снаге украјинске армије или слично).
Од 2015. године батаљон је унапређен у статус пука, а „Азов“ се сада званично зове „Одред за специјалне операције“, са борбеним задацима фокусираним на извиђање, контра-извиђање, уклањање ЕОД, заустављање и операције специјалног наоружања.
Пук, једина јединица територијалне одбране своје величине у НГУ, организован је у:
- Штаб пука
- 1. батаљон командоса
- 2. батаљон командоса (у фази формирања)
- 5. тенковски батаљон
- Батерија пољске артиљерије
- Извиђачка чета
- Сигурносна компанија
- Инжењерска компанија
- Компанија за одржавање
- Логистичка компанија
- Сигнални вод
- ЦБРН-одбрамбени вод
- 4. (тренинг) батаљон
  - Региментал Депот Кијев
  - Региментал Депот Маријупољ
  - Региментал Депот Бердјанск

### Страно чланство
Према The Daily Telegraph-у, екстремистичка политика Азовског батаљона и професионалне енглеске странице друштвених медија привукле су стране борце,  укључујући људе из Бразила, Италије, Уједињеног Краљевства, Француске, Сједињених Држава, Грчке, Скандинавије,  Шпаније, Словачке, Чешке и Русије.  Око 50 руских држављана су припадници пука Азов.
Око 20 Хрвата приступило је батаљону Азов у јануару 2015. године, старости од 20 до 45 година.  Након што је хрватска министарка спољних послова Весна Пусић потврдила да у Украјини има хрватских добровољаца, руско Министарство спољних послова позвало је Хрватску да повуче своје држављане од оружаног сукоба. Пусић је одговорила да се Хрватска противи било каквом укључивању хрватских држављана у рат и навела да су они ишли на своју приватну иницијативу и да Хрватска ради на њиховом враћању кући.  Министар унутрашњих послова Ранко Остојић рекао је да се хрватски добровољци боре на страни легитимне украјинске владе и да не чине никакав злочин према хрватском закону.
Крајем 2016. бразилски истражитељи су открили наводну заверу за регрутовање бразилских екстремно-десничарских активиста за батаљон Азов.
Према споразумима о прекиду ватре из Минска, страним борцима није дозвољено да служе у украјинској војсци. Упркос споразумима о прекиду ватре из Минска, пук и даље има стране борце,  укључујући бившег припадника британске војске Криса Герета и 33-годишњег бившег војника грчке војске и француске Легије странаца познатог по "nom-de-guerre" од грчке.

## Кршења људских права и ратни злочини
Извештаји које је објавила Канцеларија високог комесара Уједињених нација за људска права (ОХЦХР) повезују батаљон Азов са ратним злочинима као што су масовна пљачка, противзаконито затварање и мучење.  У извештају ОХЦХР-а из марта 2016. наведено је да је организација имала:
"прикупљене детаљне информације о вођењу борбених дејстава украјинских оружаних снага и пука Азов у и око Широкина (31 км источно од Маријупоља), од лета 2014. до данас. Документована је масовна пљачка цивилних домова, као и гађање цивилних подручја између септембра 2014. и фебруара 2015."
Други извештај ОХЦХР-а документовао је случај силовања и мучења, пишући:
"Човек са менталним инвалидитетом био је подвргнут окрутном поступању, силовању и другим облицима сексуалног насиља од стране 8 до 10 припадника батаљона „Азов“ и „Донбас“ (још један украјински батаљон) у периоду август–септембар 2014. Здравствено стање жртве се касније погоршало. а он је хоспитализован у психијатријској болници."
У извештају из јануара 2015. наводи се да је присталица Доњецке Републике приведен и мучен струјом и водом, што је резултирало његовим признањем да је шпијунирао за проруске милитанте.

## Идеологија

### Неонацизам
Батаљон Азов је описан као крајње десничарска милиција  са везама са неонацизмом, са члановима који носе неонацистичке и СС симболе и регалије и изражавају неонацистичке ставове.  Ознаке групе представљају Волфсангел  и Црно сунце,  два неонацистичка симбола.

Војници Азова су примећени како на својим униформама носе симболе повезане са нацизмом.  Немачка телевизијска мрежа ЗДФ је 2014. године показала слике бораца Азова који носе шлемове са симболима свастике и „Шуцштафел руне Хитлеровог злогласног елитног корпуса у црној униформи“.  2015. године, Марчин Огдовски, пољски ратни извештач, добио је приступ једној од база Азова која се налази у некадашњем летовалишту Мајак ; Борци Азова показали су му нацистичке тетоваже, као и нацистичке амблеме на својим униформама.  Шон Вокер пише у The Guardian-у „многи чланови [Азова] имају везе са неонацистичким групама, а чак и они који су се смејали идеји да су неонацисти нису дали најубедљивије порицање“, наводећи тетоваже свастике међу борцима..".  Према "The Daily Beast", неки од чланова групе су „неонацисти, бели супрематисти и признати антисемити“,  и
бројне тетоваже свастике различитих чланова и њихова склоност да иду у борбу са кукастим крстовима или СС ознакама исцртаним на њиховим шлемовима отежавају другим члановима групе да веродостојно негирају било какву неонацистичку припадност.
Лев Голинкин пише у The Nation да је „постмајданска Украјина једина нација на свету која има неонацистичку формацију у својим оружаним снагама“.  Мајкл Колборн из  Foreign Policy-а назвао га је „опасним екстремистичким покретом наклоњеним неонацистима“ са „глобалним амбицијама“, наводећи сличности између идеологије и симболике групе и оне која је пуцала у џамију у Крајстчерчу 2019, заједно са напорима група за регрутовање америчких десничарских екстремиста.
Портпарол јединице је рекао да су "само 10-20%" њених регрута неонацисти, а један командант приписује неонацистичку идеологију заведеној омладини. Чланови јединице су изјавили да обрнути Волфсангел, уместо да је повезан са нацизмом, представља украјинске речи за „уједињену нацију“ или „националну идеју“ (украјински :  Ідея Nації, Ideya Natsii).

Британски политиколог Ричард Саква пише да је оснивач Азова Андриј Билецки, лидер неонацистичке Социјално-националне скупштине (СНА), дао изјаве о „историјској мисији“ да предводи „беле расе света у коначном крсташком рату за њихов опстанак ... крсташки рат против Унтерменшна-а предвођеног Семитима “, идеологија коју води до националног интегрализма 1920-их и 1930-их.  Политиколог Иван Катчановски упоредио је идеологију групе са идеологијом Патриота Украјине, рекавши,
"СНА/ПУ [Патриот Украјине] заговара неонацистичку идеологију заједно са ултранационализмом и расизмом. Исто важи и за [...] припаднике батаљона Азов и многе фудбалске ултрасе и остале који служе у овој формацији."
У јуну 2015, канадски министар одбране је изјавио да канадске снаге неће пружати обуку или подршку батаљону Азов.  Представнички дом америчког Конгреса је 2018. такође донео одредбу којом се блокира свака обука припадника Азова од стране америчких снага, наводећи своје неонацистичке везе. Дом је раније усвојио амандмане којима се забрањује подршка Азову између 2014. и 2017. године, али су због притиска Пентагона тихо укинути амандмани. Због тога је протестовао Центар "Симон Визентал" који је навео да је укидање забране истакло опасност од изобличења Холокауста у Украјини.

#### Однос према антисемитизму
Више од 40 израелских активиста за људска права потписало је петицију за заустављање продаје оружја Украјини тврдећи да Израел украјинској влади продаје аутоматско оружје Тавор и Негев у војном стилу знајући да ће део тог оружја завршити у рукама десничара Азова.
Упркос оптужбама да је група антисемитска, неки чланови јеврејске заједнице у Украјини подржавају и служе у батаљону Азов. Један од њених најистакнутијих чланова је Нејтан Хазин, вођа „јеврејских стотина“ током евромајданских протеста 2013. у Кијеву.  У интервју Андриј Билецки је објаснио да Израел и Јапан сматра узорима за развој Украјине.

## Азовски покрет

### Азов цивилни корпус
У пролеће 2015. године ветерани добровољачког батаљона Азов створили су језгро невојне невладине организације  "Цивилни Корпус Азов", у циљу „политичке и друштвене борбе“, повезан са политичком странком Национални корпус . 2016. године припадници Цивилног корпуса Азов основали су друштвени центар „Козачки дом“ у Кијеву.

### Политичка партија Националног корпуса
У септембру 2016, оснивач и бивши командант батаљона Азов Андриј Билецки рекао је да ће водити нову политичку партију.  Почетком октобра 2016. Билецки је изјавио да нова партија неће користити ни имена ни симболе батаљона Азов. Дана 14. октобра 2016, ова политичка партија под називом Национални корпус одржала је свој први конгрес.  Тамо су делегати изабрали Билецког да предводи странку у наредне четири године.  Национални корпус је заснован на националној друштвеној организацији „Патриот Украјине“, коју је већ регистровало Министарство правде .
Странка се залаже за проширење овлашћења председника Украјине дајући му овлашћења да буде врховни командант Оружаних снага Украјине, као и шеф владе. Национални корпус се залаже за обнављање статуса нуклеарне енергије Украјине и национализацију предузећа која су била у државном власништву када је Украјина постала независна 1991. године .  Партија жели да Украјина прекине све везе са Русијом (дипломатске, трговинске и културне везе).  Против је уласка Украјине у Европску унију и против улазак Украјине у НАТО .  Жели да створи „Међуморску унију“ са балтичким и црноморским нацијама (да укључи Украјину, Белорусију, Пољску, Литванију, Летонију, Естонију, Чешку Републику, Словачку, итд .  ).  Партија се залаже за проширење права на ношење оружја и покретање јавне расправе о враћању смртне казне у Украјини за издају и проневеру државних средстава од стране званичника у превеликим износима.

### Национална милиција
2017. године формирана је паравојна група под називом Национална милиција, блиско повезана са покретом Азов. Наведени циљ је да помогне агенцијама за спровођење закона, што је дозвољено украјинским законом, а спроводила је и уличне патроле. У марту 2019. њено чланство је наводно било „у малим хиљадама“.